# Eirunepé (ort)
Eirunepé är en ort i delstaten Amazonas i nordvästra Brasilien. Den är centralort i en kommun med samma namn, och folkmängden uppgick till cirka 22 000 invånare vid folkräkningen 2010. Eirunepé är belägen vid floden Juruá, och har en flygplats som ligger i samhällets norra utkant.